# Женска фудбалска репрезентација Шкотске
Женска фудбалска репрезентација Шкотске (енгл. Scotland women's national football team) је национални фудбалски тим који представља Шкотску на међународним такмичењима и под контролом је Фудбалског савеза Шкотске (енгл. Scottish Football Association), владајућег тела за фудбал у Шкотској.
Од 1998. године тимом управља Шкотски фудбалски савез (СФА). Шкотска се први пут квалификовала за ФИФА Светско првенство за жене 2019. и квалификовала се за своје прво УЕФА првенство за жене 2017. Од јула 2019. тим је био 22. на ФИФА светској ранг листи за жене. Иако већина националних фудбалских тимова представља суверену државу, као члан матичних нација Уједињеног Краљевства, Шкотској је дозвољено статутом ФИФА да задржи сопствену репрезентацију која се такмичи на свим главним турнирима, са изузетком Олимпијског турнира у фудбалу за жене.

## Историја
Црквени документи бележе да су жене играле фудбал у Карстерсу, Ланаркшир, 1628. године. Шкотска је први пут одиграла међународну утакмицу за жене у мају 1881. године. Женски фудбал се борио за признање током овог раног периода, а фудбалске власти су га забраниле 1921. године. Клубовима који су били заинтересовани да користе своје терене за женски фудбал касније је Шкотски фудбалски савез (СФА) ускратио дозволу. Овај спорт се наставио на незваничној основи све до 1970-их, када је забрана укинута. 1971. УЕФА је наложила својим чланицама да преузму контролу над женским фудбалом на својој територији. Предлог је усвојен 31-1, али је Шкотска била једина чланица која је гласала против. Фудбал у Шкотској се традиционално сматрао радничком класом и мушким резерватом.
Прва званична утакмица Шкотске је био пораз од Енглеске резултатом 3 : 2, одиграла се у новембру 1972. године.„How Scotland's first women's football team made history to battle the Auld Enemy”. Daily Record (Scotland). 16. 12. 2018.</ref> Тимом је руководио Раб Стјуарт. Забрана женског фудбала из 1921. укинута је 1974. године, а СФА је преузела директну одговорност за шкотски женски фудбал 1998. године. Шкотска је учествовала на већини међународних такмичења откако је забрана укинута. Статус тима се значајно побољшао последњих година, достигавши рекорд свих времена од 19. места на ФИФА светској ранг листи за жене у марту 2014. године. Дошле су до свог првог финала великог турнира када су се квалификовале за УЕФА женско првенство 2017. године.

## Такмичарски рекорд

### Светско првенство за жене
| Година | Финални турнир               | Финални турнир               | Финални турнир               | Финални турнир               | Финални турнир               | Финални турнир               | Финални турнир               | Квалификације                | Квалификације                | Квалификације                | Квалификације                | Квалификације                | Квалификације                | Квалификације                |
| Година | Коло                         | Ута                          | Поб                          | Нер                          | Изг                          | ГД                           | ГП                           | Коло                         | Ута                          | Поб                          | Нер                          | Изг                          | ГД                           | ГП                           |
| ------ | ---------------------------- | ---------------------------- | ---------------------------- | ---------------------------- | ---------------------------- | ---------------------------- | ---------------------------- | ---------------------------- | ---------------------------- | ---------------------------- | ---------------------------- | ---------------------------- | ---------------------------- | ---------------------------- |
| 1991   | Нису учествовале             | Нису учествовале             | Нису учествовале             | Нису учествовале             | Нису учествовале             | Нису учествовале             | Нису учествовале             | Нису учествовале             | Нису учествовале             | Нису учествовале             | Нису учествовале             | Нису учествовале             | Нису учествовале             | Нису учествовале             |
| 1995   | Нису се квалификовале        | Нису се квалификовале        | Нису се квалификовале        | Нису се квалификовале        | Нису се квалификовале        | Нису се квалификовале        | Нису се квалификовале        | Група – 4.                   | 6                            | 0                            | 0                            | 6                            | 3                            | 22                           |
| 1999   | Нису могле да се квалификују | Нису могле да се квалификују | Нису могле да се квалификују | Нису могле да се квалификују | Нису могле да се квалификују | Нису могле да се квалификују | Нису могле да се квалификују | Нису могле да се квалификују | Нису могле да се квалификују | Нису могле да се квалификују | Нису могле да се квалификују | Нису могле да се квалификују | Нису могле да се квалификују | Нису могле да се квалификују |
| 2003   | Нису могле да се квалификују | Нису могле да се квалификују | Нису могле да се квалификују | Нису могле да се квалификују | Нису могле да се квалификују | Нису могле да се квалификују | Нису могле да се квалификују | Нису могле да се квалификују | Нису могле да се квалификују | Нису могле да се квалификују | Нису могле да се квалификују | Нису могле да се квалификују | Нису могле да се квалификују | Нису могле да се квалификују |
| 2007   | Нису се квалификовале        | Нису се квалификовале        | Нису се квалификовале        | Нису се квалификовале        | Нису се квалификовале        | Нису се квалификовале        | Нису се квалификовале        | Група – 3.                   | 8                            | 2                            | 2                            | 4                            | 4                            | 20                           |
| 2011   | Нису се квалификовале        | Нису се квалификовале        | Нису се квалификовале        | Нису се квалификовале        | Нису се квалификовале        | Нису се квалификовале        | Нису се квалификовале        | Група – 2.                   | 8                            | 6                            | 1                            | 1                            | 24                           | 5                            |
| 2015   | Нису се квалификовале        | Нису се квалификовале        | Нису се квалификовале        | Нису се квалификовале        | Нису се квалификовале        | Нису се квалификовале        | Нису се квалификовале        | Плеј-оф                      | 12                           | 8                            | 0                            | 4                            | 38                           | 12                           |
| 2019   | Група – 4.                   | 3                            | 0                            | 1                            | 2                            | 5                            | 7                            | Група – 1.                   | 8                            | 7                            | 0                            | 1                            | 19                           | 7                            |
| 2023   | У току                       | У току                       | У току                       | У току                       | У току                       | У току                       | У току                       | У току                       | 6                            | 3                            | 1                            | 2                            | 12                           | 13                           |
| Укупно | 1/8                          | 3                            | 0                            | 1                            | 2                            | 5                            | 7                            |                              | 42                           | 23                           | 3                            | 16                           | 88                           | 66                           |

*Жребови укључују утакмице где је одлука пала извођењем једанаестераца.
| Светско првенсто у фудбалу за жене − утакмице | Светско првенсто у фудбалу за жене − утакмице | Светско првенсто у фудбалу за жене − утакмице | Светско првенсто у фудбалу за жене − утакмице | Светско првенсто у фудбалу за жене − утакмице | Светско првенсто у фудбалу за жене − утакмице |
| Година                                        | Коло                                          | Датум                                         | Противник                                     | Резултат                                      | Стадион                                       |
| --------------------------------------------- | --------------------------------------------- | --------------------------------------------- | --------------------------------------------- | --------------------------------------------- | --------------------------------------------- |
| 2019                                          | Групна фаза                                   | 9. јун                                        | Енглеска                                      | И 1 : 2                                       | Алијанц ривијера, Ница                        |
| 2019                                          | Групна фаза                                   | 14. јун                                       | Јапан                                         | И 1 : 2                                       | Рут де Лорјан, Ренс                           |
| 2019                                          | Групна фаза                                   | 19. јун                                       | Аргентина                                     | Н 3 : 3                                       | Парк принчева, Париз                          |

### Европско првенство у фудбалу за жене
| Година | Финални турнир               | Финални турнир               | Финални турнир               | Финални турнир               | Финални турнир               | Финални турнир               | Финални турнир               | Квалификације                | Квалификације                | Квалификације                | Квалификације                | Квалификације                | Квалификације                | Квалификације                |
| Година | Коло                         | Ута                          | Поб                          | Нер*                         | Изг                          | ГД                           | ГП                           | Коло                         | Ута                          | Поб                          | Нер*                         | Изг                          | ГД                           | ГП                           |
| ------ | ---------------------------- | ---------------------------- | ---------------------------- | ---------------------------- | ---------------------------- | ---------------------------- | ---------------------------- | ---------------------------- | ---------------------------- | ---------------------------- | ---------------------------- | ---------------------------- | ---------------------------- | ---------------------------- |
| 1984   | Нису се квалификовала        | Нису се квалификовала        | Нису се квалификовала        | Нису се квалификовала        | Нису се квалификовала        | Нису се квалификовала        | Нису се квалификовала        | Група – 2.                   | 6                            | 3                            | 1                            | 2                            | 9                            | 8                            |
| 1987   | Нису се квалификовала        | Нису се квалификовала        | Нису се квалификовала        | Нису се квалификовала        | Нису се квалификовала        | Нису се квалификовала        | Нису се квалификовала        | Група – 2.                   | 6                            | 4                            | 0                            | 2                            | 24                           | 10                           |
| 1989   | Нису се квалификовала        | Нису се квалификовала        | Нису се квалификовала        | Нису се квалификовала        | Нису се квалификовала        | Нису се квалификовала        | Нису се квалификовала        | Група –одустале              | Група –одустале              | Група –одустале              | Група –одустале              | Група –одустале              | Група –одустале              | Група –одустале              |
| 1991   | Нису учествовале             | Нису учествовале             | Нису учествовале             | Нису учествовале             | Нису учествовале             | Нису учествовале             | Нису учествовале             | Нису учествовале             | Нису учествовале             | Нису учествовале             | Нису учествовале             | Нису учествовале             | Нису учествовале             | Нису учествовале             |
| 1993   | Нису се квалификовале        | Нису се квалификовале        | Нису се квалификовале        | Нису се квалификовале        | Нису се квалификовале        | Нису се квалификовале        | Нису се квалификовале        | Група – 3.                   | 4                            | 0                            | 1                            | 3                            | 1                            | 5                            |
| 1995   | Нису се квалификовале        | Нису се квалификовале        | Нису се квалификовале        | Нису се квалификовале        | Нису се квалификовале        | Нису се квалификовале        | Нису се квалификовале        | Група – 4.                   | 6                            | 0                            | 0                            | 6                            | 3                            | 22                           |
| 1997   | Нису могле да се квалификују | Нису могле да се квалификују | Нису могле да се квалификују | Нису могле да се квалификују | Нису могле да се квалификују | Нису могле да се квалификују | Нису могле да се квалификују | Нису могле да се квалификују | Нису могле да се квалификују | Нису могле да се квалификују | Нису могле да се квалификују | Нису могле да се квалификују | Нису могле да се квалификују | Нису могле да се квалификују |
| 2001   | Нису могле да се квалификују | Нису могле да се квалификују | Нису могле да се квалификују | Нису могле да се квалификују | Нису могле да се квалификују | Нису могле да се квалификују | Нису могле да се квалификују | Нису могле да се квалификују | Нису могле да се квалификују | Нису могле да се квалификују | Нису могле да се квалификују | Нису могле да се квалификују | Нису могле да се квалификују | Нису могле да се квалификују |
| 2005   | Нису се квалификовале        | Нису се квалификовале        | Нису се квалификовале        | Нису се квалификовале        | Нису се квалификовале        | Нису се квалификовале        | Нису се квалификовале        | Група – 3.                   | 8                            | 4                            | 0                            | 4                            | 19                           | 16                           |
| 2009   | Нису се квалификовале        | Нису се квалификовале        | Нису се квалификовале        | Нису се квалификовале        | Нису се квалификовале        | Нису се квалификовале        | Нису се квалификовале        | Плеј-оф                      | 10                           | 4                            | 1                            | 5                            | 19                           | 11                           |
| 2013   | Нису се квалификовале        | Нису се квалификовале        | Нису се квалификовале        | Нису се квалификовале        | Нису се квалификовале        | Нису се квалификовале        | Нису се квалификовале        | Плеј-оф                      | 10                           | 5                            | 2                            | 3                            | 24                           | 16                           |
| 2017   | Група – 3.                   | 3                            | 1                            | 0                            | 2                            | 2                            | 8                            | Група – 2.                   | 8                            | 7                            | 0                            | 1                            | 30                           | 7                            |
| 2022   | Нису се квалификовале        | Нису се квалификовале        | Нису се квалификовале        | Нису се квалификовале        | Нису се квалификовале        | Нису се квалификовале        | Нису се квалификовале        | Група Е                      | 8                            | 4                            | 0                            | 4                            | 26                           | 5                            |
| Укупно | 1/13                         | 3                            | 1                            | 0                            | 2                            | 2                            | 8                            |                              | 66                           | 31                           | 5                            | 30                           | 155                          | 100                          |

| Европско првенство у фудбалу за жене утакмице | Европско првенство у фудбалу за жене утакмице | Европско првенство у фудбалу за жене утакмице | Европско првенство у фудбалу за жене утакмице | Европско првенство у фудбалу за жене утакмице | Европско првенство у фудбалу за жене утакмице |
| Година                                        | Коло                                          | Датум                                         | Противник                                     | Резултат                                      | Стадион                                       |
| --------------------------------------------- | --------------------------------------------- | --------------------------------------------- | --------------------------------------------- | --------------------------------------------- | --------------------------------------------- |
| 2017                                          | Групна фаза                                   | 19. јул                                       | Енглеска                                      | И 0 : 6                                       | Сртадион Галгенвард, Утрехт                   |
| 2017                                          | Групна фаза                                   | 23. јул                                       | Португалија                                   | И 1 : 2                                       | Стадион Спарта, Ротердам                      |
| 2017                                          | Групна фаза                                   | 27. јул                                       | Шпанија                                       | П 1 : 0                                       | Де Аделарсхорст, Девентер                     |

### Остала такмичења
| Година            | Такмичење            | Резултат | Ута | Поб | Нер* | Изг | ГД  | ГП  | Реф    |
| ----------------- | -------------------- | -------- | --- | --- | ---- | --- | --- | --- | ------ |
| 1976              | Шампионат три нације | 2.       | 2   | 1   | 0    | 1   | 3   | 6   |        |
| 1979              | 1979.                | Група    | 2   | 0   | 1    | 1   | 0   | 2   | [ 18 ] |
| 1992              | Куп Албена           | 7.       | 3   | 2   | 0    | 1   | 5   | 2   | [ 19 ] |
| 1999              | Куп Албена           | 2.       | 5   | 1   | 3    | 1   | 9   | 7   | [ 20 ] |
| 2000              | Куп Албена           | 5.       | 4   | 2   | 1    | 1   | 10  | 5   | [ 21 ] |
| 2000              | Куп Келт             | 3.       | 2   | 1   | 0    | 1   | 27  | 1   | [ 22 ] |
| 2000              | Венендол турнир      | 3.       | 2   | 0   | 1    | 1   | 3   | 5   | [ 23 ] |
| 2002              | Куп Алгарве          | 10.      | 4   | 2   | 0    | 2   | 4   | 8   | [ 24 ] |
| 2006              | Турнир регије Молизе | 3.       | 2   | 0   | 0    | 2   | 0   | 8   | [ 25 ] |
| 2008              | Куп Кипра            | 6.       | 4   | 1   | 0    | 3   | 5   | 5   | [ 26 ] |
| 2009              | Куп Кипра            | 7.       | 4   | 1   | 0    | 3   | 2   | 8   |        |
| 2010              | Куп Кипра            | 7.       | 4   | 1   | 0    | 3   | 3   | 10  |        |
| 2011              | Куп Кипра            | 4.       | 4   | 1   | 1    | 2   | 2   | 4   |        |
| 2012              | Куп Кипра            | 9.       | 4   | 2   | 0    | 2   | 6   | 8   |        |
| 2013              | Куп Кипра            | 5.       | 4   | 2   | 1    | 1   | 7   | 6   |        |
| Бразил 2013.      | Бразил интернационал | 4.       | 4   | 0   | 0    | 4   | 4   | 10  | [ 27 ] |
| 2014              | Куп Кипра            | 4.       | 4   | 2   | 2    | 0   | 10  | 7   |        |
| 2015              | Куп Кипра            | 7.       | 4   | 2   | 0    | 2   | 7   | 7   |        |
| 2017              | Куп Кипра            | 5.       | 4   | 2   | 1    | 1   | 6   | 5   |        |
| 2019              | Куп Алгарве          | 5.       | 3   | 2   | 0    | 1   | 5   | 2   | [ 28 ] |
| Пинатар куп 2020. | Куп Пинатар          | 1.       | 3   | 3   | 0    | 0   | 6   | 1   | [ 29 ] |
| Укупно            |                      |          | 72  | 28  | 11   | 33  | 124 | 117 |        |

*Жребови укључују утакмице где је одлука пала извођењем једанаестераца.

## Белешке
1. ↑  Европско првенство је служило као квалификациони турнир за Светско првенство.
2. ↑  Шкотска је била у "класи Б" европских квалификација и због тога није могла да се квалификује за финале Светског првенства.
3. ↑  Шкотска је била у "класи Б" европских квалификација и због тога није могла да се квалификује за финале Европског првенства.